# Subekumena
Subekumena – obszar na kuli ziemskiej zamieszkany przez człowieka jedynie okresowo (np. półpustynie przez koczowników czy też tereny polarne przez polarników) bądź niezamieszkany, ale wykorzystywany gospodarczo (np. kopalnie cyny w Boliwii na wysokości 5400 m n.p.m.).